# گلن هد (نیویورک)
گلن هد (به انگلیسی: Glen Head) یک منطقهٔ مسکونی در ایالات متحده آمریکا است که در شهرستان نساو، نیویورک واقع شده‌است. گلن هد ۴٫۲ کیلومتر مربع مساحت و ۴٬۶۹۷ نفر جمعیت دارد و ۳۵ متر بالاتر از سطح دریا واقع شده‌است.